# Société Nationale de Constructions Aéronautiques du Centre

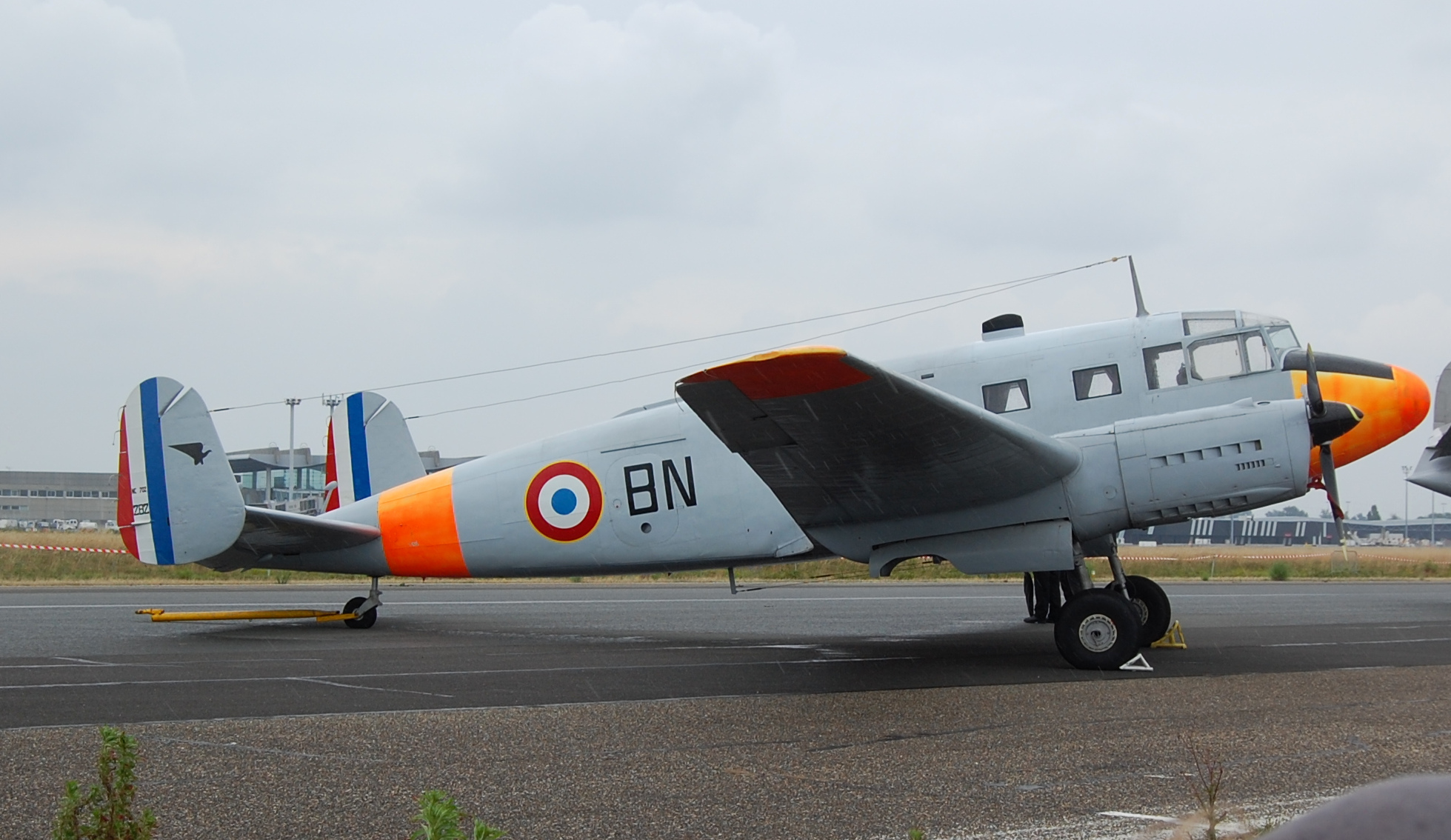
Samolot SNAC NC 702

Société Nationale de Constructions Aéronautiques du Centre (SNCAC) – francuska wytwórnia lotnicza, znana również jako Aérocentre, powstała po nacjonalizacji i połączeniu firm Avions Farman i Compagne des Avions Hanriot w 1936 roku. Po zakończeniu II wojny światowej w czerwcu 1949 roku firma została rozwiązana a majątek podzielony pomiędzy Société nationale de constructions aéronautiques du Nord (SNCAN), późniejszy Nord Aviation, Société nationale des constructions aéronautiques du sud-ouest (SNCASO) znaną lepiej jako Sud-Ouest oraz Société Nationale d'Étude et de Construction de Moteurs d'Aviation (SNECMA).

## Samoloty
- SNCAC NC.130
- SNCAC NC.211 Cormoran
- SNCAC NC.223
- SNCAC NC.410
- SNCAC NC.600
- SNCAC NC.701
- SNCAC NC.840 Chardonneret
- SNCAC NC.857
- SNCAC NC.900
- NC.1070
- SNCAC NC.1071
- SNCAC NC.1072
- SNCAC NC.1080
- SNCAC NC.3021 Belphégor